# نانوفیبر کربنی

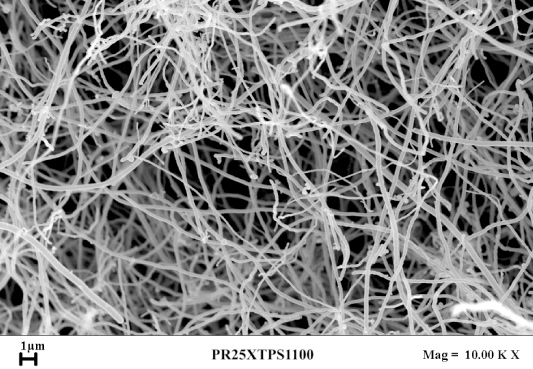
نانوالیاف معمولی کربن

نانو فیبرها یا نانوالیاف کربنی (به انگلیسی: Carbon nanofibers) که به‌صورت مخفف به آن سی‌ان‌اف (CNFs) گفته می‌شود، الیاف کربنی رشد یافته با بخار (VGCFs) هستند که با تشکیل نانوساختارهای استوانه‌ای متشکل از لایه‌های گرافن، ساختاری قیف‌مانند، فنجانی یا صفحه‌ای را تولید می‌کنند. نانوالیاف کربنی دارای لایه‌های گرافنی که به‌صورت استوانه‌ای پیچیده شده باشند، منجر به تشکیل نانولوله‌های کربنی می‌شوند.

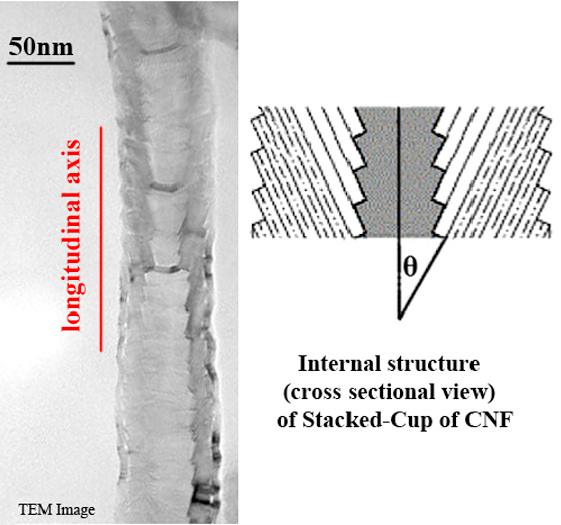
نانوالیاف کربن فنجانی برش خورده: میکروگراف الکترونی (چپ) و مدل (راست).

## مقدمه
کربن پیوندهای شیمیایی انعطاف‌پذیری دارد، که منجر به شکل‌گیری تعدادی از مولکول‌های آلی و معدنی پایدار می‌شود. عنصر کربن دارای تعدادی آلوتروپ (واریانت) از جمله الماس، گرافیت و فولرن است. اگرچه همه آنها از کربن تشکیل شده‌اند، اما خواص آنها بسیار متفاوت است. این قابلیت انعطاف‌پذیری نانوفیبرهای کربنی را برجسته می‌کند، که به دلیل خواص حرارتی، الکتریکی، محافظت الکترومغناطیسی و مکانیکی قابل توجه هستند. از آنجا که کربن با هزینه کم به راحتی در دسترس است، نانوفیبرهای کربنی افزودنی‌های محبوب مواد کامپوزیتی هستند. نانوفیبرهای کربنی بسیار کوچک هستند و در مقیاس نانومتر وجود دارند. یک اتم بین نیم تا یک نانومتر است، بنابراین تکنیک‌های تخصصی میکروسکوپی مانند میکروسکوپ تونلی روبشی و میکروسکوپ نیروی اتمی برای بررسی خصوصیات نانوفیبرهای کربنی مورد نیاز است.

## سنتز
رسوب شیمیایی فاز بخار کاتالیستی با انواع مختلفی مانند روش به کمک حرارت و به کمک پلاسما، روش تجاری غالب برای ساخت نانوفیبر کربنی است. در اینجا، مولکول‌های فاز گاز در دمای بالا تجزیه می‌شوند و کربن در حضور یک کاتالیزور فلز واسطه بر روی یک بستر که رشد فیبر در اطراف ذرات کاتالیزور دیده می‌شود، رسوب می‌کند. به‌طور کلی، این فرایند شامل مراحل جداگانه مانند تجزیه گاز، رسوب کربن، رشد فیبر، ضخیم شدن فیبر، گرافیت سازی و تصفیه می‌شود که در نتیجه آنها، الیاف توخالی ایجاد می‌شود. قطر نانوالیاف به اندازه کاتالیزور بستگی دارد. فرایند رسوب شیمیایی بخار کاتالیستی برای ساخت نانوفیبر به‌طور کلی به دو دسته تقسیم می‌شود: ۱) فرایند کاتالیزور ثابت (دسته ای) و ۲) فرایند کاتالیزور شناور (پیوسته).
در فرایند دسته‌ای که توسط تیبتس توسعه داده شد، مخلوطی از هیدروکربن / هیدروژن / هلیوم از روی مولایت (سیلیکات آلومینیوم بلوری) با ذرات رسوب کاتالیزور آهن ریز در ۱۰۰۰ درجه سانتیگراد عبور داده شد. هیدروکربن مورد استفاده، متان با غلظت حجمی ۱۵٪ بود. رشد چندین سانتیمتری فیبر فقط در ۱۰ دقیقه با زمان ماند گاز ۲۰ ثانیه حاصل شد. به‌طور کلی، طول الیاف را می‌توان با زمان ماند گاز در راکتور کنترل کرد. گرانش و جهت جریان گاز به‌طور معمول در جهت رشد فیبر تأثیر می‌گذارند.
فرایند کاتالیزور پیوسته یا شناور قبلاً توسط کویاما و اندو ثبت شد و بعداً توسط هاتانو و همکاران اصلاح شد. این فرایند به‌طور معمول نانوفیبر کربنی رشد یافته با بخار، با قطر کمتر از میکرومتر و طول یک تا ۱۰۰ میکرومتر را نتیجه می‌دهد که با تعریف نانوالیاف کربن مطابقت دارد. آنها از ترکیبات آلی فلزی محلول در یک حلال فرار مانند بنزن استفاده کردند که می‌تواند مخلوطی از ذرات کاتالیزور بسیار ریز (قطر ۵–۲۵ نانومتر) را در گاز هیدروکربن با افزایش دما به ۱۱۰۰ درجه سانتیگراد تولید کند. در کوره، رشد فیبر از سطح ذرات کاتالیزور آغاز می‌شود و تا زمانی که مسمومیت کاتالیزور توسط ناخالصی‌های سیستم رخ دهد، ادامه می‌یابد. در مکانیسم رشد فیبر که توسط بیکر و همکاران توصیف شده است، تنها بخشی از ذرات کاتالیزور که در معرض مخلوط گازهستند به رشد فیبر کمک می‌کند و رشد به محض این که قسمت در معرض گاز پوشانده شود، متوقف می‌شود، یعنی کاتالیزور مسموم می‌شود. ذره کاتالیزور با غلظت نهایی حدود چند قسمت در میلیون در نوک رشدیافته فیبر مدفون می‌شود. در این مرحله، فیبر ضخیم می‌شود.
معمولاً کاتالیزور مورد استفاده آهن است که غالباً با گوگرد، سولفید هیدروژن و غیره تصفیه می‌شود تا نقطه ذوب را کاهش داده و نفوذ آن را به منافذ کربن تسهیل کند و از این رو، مکان‌های رشد بیشتری تولید کند. آهن/نیکل، نیکل، کبالت، منگنز، مس، وانادیم، کروم، مولیبدن، سرب، منیزیم اکسید و آلومینیم اکسید نیز به عنوان کاتالیزور استفاده می‌شوند. استیلن، اتیلن، متان، گاز طبیعی و بنزن بیشترین گازهای کربنی مورد استفاده هستند. غالباً مونوکسیدکربن (CO) در جریان گاز وارد می‌شود تا با کاهش اکسیدهای احتمالی آهن در سیستم، عملکرد کربن افزایش یابد.
در سال ۲۰۱۷، یک گروه تحقیقاتی در دانشگاه Tsinghua از رشد اسقاطی نانو الیاف کربن همسو، پیوسته و بدون کاتالیزور از یک الگوی نانولوله کربنی خبر داد. فرایند ساخت شامل ضخیم شدن فیلم‌های پیوسته نانولوله کربن توسط رسوب کربن پیرولیتیک فاز گاز و گرافیت سازی بیشتر لایه کربن توسط عملیات حرارتی است. به دلیل مکانیسم رشد اپیتاکسیال، این الیاف دارای خواص عالی از جمله چگالی کم، مقاومت مکانیکی زیاد، رسانایی الکتریکی زیاد و رسانندگی گرمایی زیاد است.

## تاریخچه
یکی از اولین سوابق فنی مربوط به نانوالیاف کربن احتمالاً یک حق ثبت اختراع مورخ ۱۸۸۹ در مورد سنتز کربن رشته‌ای توسط هیوز و چمبرز است. آنها از مخلوط گازی متان / هیدروژن استفاده کرده و رشته‌های کربن را از طریق تجزیه در اثر آذرکافت گاز و تجمع رسوب کربن در آن رشد دادند. هرچند کشف واقعی این الیاف، هنگامی صورت گرفت که ساختار آنها توسط میکروسکوپ الکترونی قابل تجزیه و تحلیل شد. اولین مشاهدات میکروسکوپ الکترونی از نانوالیاف کربن در اوایل دهه ۱۹۵۰ توسط دانشمندان شوروی رادوشکوویچ و لوکیانویچ انجام شد، آنها مقاله‌ای را در مجله شیمی فیزیک شوروی منتشر کردند که الیاف کربن گرافیکی توخالی را نشان می‌دهد که قطر آن ۵۰ نانومتر است. در اوایل دهه ۱۹۷۰، محقق ژاپنی Morinobu Endo که اکنون مدیر مؤسسه علوم و فناوری کربن در دانشگاه شینشو است، از کشف نانوالیاف کربن خبر داد، از جمله اینکه برخی از آنها به صورت لوله‌های توخالی شکل گرفته‌اند. وی همچنین موفق شد VGCF با قطر ۱ میکرومتر و طول بیش از ۱ میلی‌متر بسازد. بعداً، در اوایل دهه ۱۹۸۰، تیبتس در ایالات متحده آمریکا و بنیساد در فرانسه فرایند کامل ساخت VGCF را ادامه دادند. در آمریکا، مطالعات عمیق‌تری با تمرکز بر روی سنتز و خصوصیات این مواد برای کاربردهای پیشرفته، توسط R. Terry K. Baker انجام شد. انگیزه آنها نیاز به جلوگیری از رشد نانوالیاف کربن، مشکلات همیشگی ناشی از تجمع مواد در انواع فرآیندهای تجاری، به ویژه در زمینه خاص فرآوری نفت بود.. در سال ۱۹۹۱، محقق ژاپنی Sumio Iijima، هنگام کار در مؤسسه فناوری اطلاعات ان‌ای‌سی، مولکول‌های کربن توخالی را سنتز و ساختار بلوری آنها را تعیین کرد. سال بعد، این مولکول‌ها برای اولین بار «نانولوله‌های کربنی» نامیده شدند. VGCNF در اصل با همان فرایند VGCF تولید می‌شود، فقط قطر آن معمولاً کمتر از ۲۰۰ نانومتر است. چندین شرکت در سراسر جهان فعالانه در تولید نانوالیاف کربن در مقیاس تجاری نقش دارند و کاربردهای جدید مهندسی برای این مواد به شدت درحال توسعه است. آخرین آنها یک کامپوزیت متخلخل دارای نانوالیاف کربن برای اصلاح نشت نفت است.

## ایمنی
قانون ایمنی و بهداشت شغلی (ایالات متحده) (۱۹۷۰) نیروی محرک بسیاری از تغییرات ایجاد شده در زمینه ایمنی در محل کار طی چند دهه گذشته بود. گروهی کوچک از جمله مواد متعددی که با این قانون تنظیم می‌شوند، نانوالیاف کربنی (CNF) است. در حالی که هنوز این در حوزه تحقیقاتی در جریان است، مطالعاتی انجام شده است که نشانگر خطرات سلامتی مرتبط با نانولوله‌های کربنی و نانوالیاف کربنی است. یکی از خطرات اصلی مرتبط با نانولوله کربنی و نانوالیاف کربنی، آسیب تنفسی مانند التهاب ریوی، گرانولوم و فیبروز است. توجه به این نکته مهم است که این یافته‌ها در موش‌ها مشاهده شده است و در حال حاضر مشخص نیست که آیا همین تأثیرات در انسان نیز مشاهده می‌شود یا خیر. با این وجود این مطالعات سبب شده است تا تلاش‌هایی برای به حداقل رساندن قرار گرفتن در معرض این نانوذرات انجام شود.
مطالعه جداگانه ای که قبل از نشست سالانه انجمن سم‌شناسی در سال ۲۰۱۳ انجام شد، با هدف شناسایی اثرات بالقوه سرطان زا در ارتباط با نانولوله‌های کربنی چند جداره (MWCNT) انجام گرفت. یافته‌ها نشان دادند که در حضور ماده شیمیایی آغازگر، MWCNT باعث بروز تومور در موش‌ها می‌شود. با این حال، هیچ نشانه‌ای از افزایش حضور تومورها در غیاب ماده شیمیایی آغازگر وجود ندارد. مطالعات بیشتری برای این سناریو لازم است.